# حکومت پنجاب، پاکستان
حکومت پنجاب (اردو:  حکومتِ پنجاب)، یک دولت استانی در ساختار فدرال پاکستان است که در لاهور مرکز استان پنجاب مستقر است.
استان پنجاب پرجمعیت‌ترین منطقه کشور پاکستان است و محل زندگی پنجابی‌ها و گروه‌های مختلف دیگر است. مناطق همسایه سند در جنوب، بلوچستان و مناطق قبیله ای تحت اداره فدرال در غرب، خیبر پختونخوا (استان مرزی شمال غربی سابق (NWFP)، کشمیر آزاد، جامو هند، کشمیر، لاداخ و اسلام‌آباد در شمال و راجستان در شرق پنجاب قرار دارند. زبان‌های اصلی این منطقه پنجابی و اردو هستند. نام پنجاب از فارسی به دو کلمه پنج و آب گرفته شده‌است (نام شاعرانه برای سرزمین پنج رود). که به رودخانه‌های بیاس، راوی، ستلج، چناب و جهلم اشاره دارد. بخشی از رود سند نیز در پنجاب قرار دارد، اما جز این ۵ رودخانه محسوب نمی‌شود.

## بخش‌ها
41 بخش در دولت پنجاب وجود دارد. هر بخش توسط یک وزیر استانی (عضو منتخب مجلس استانی) و یک منشی استانی (معمولا یک کارمند دولتی) اداره می‌شود. همه وزرا به رئیس وزیر که رئیس اجرائیه است گزارش می‌دهند. و همه منشی‌ها به دبیر ارشد پنجاب، که یک بوروکرات درجه BPS-22 است، گزارش می‌دهند. منشی ارشد توسط نخست‌وزیر پاکستان منصوب می‌شود.
علاوه بر این بخش‌ها، چندین نهاد خودمختار و بخش‌های وابسته وجود دارند که مستقیماً به دبیران یا دبیر ارشد گزارش می‌دهند. پنجاب بزرگترین استان از نظر جمعیت است. برای مدیریت بهتر، دبیرخانه فرعی و دفتر بازرس کل اضافی (IG) پنجاب جنوبی در مولتان توسط دولت تأسیس شد.

## قوه مقننه
مجلس پنجاب یک مجلس قانونگذاری با ۲۹۷ عضو منتخب است. ۶۶ کرسی آن به زنان و ۸ کرسی به غیرمسلمانان تعلق دارد.
- وزیر ارشد پنجاب (پاکستان)
- پاکستان
- قانون اساسی پاکستان
- نخست‌وزیر پاکستان
- رئیس‌جمهور پاکستان
- دادگاه عالی پاکستان
- بلوچستان
- سند
- پایتخت پاکستان